# Eskovina clava
Eskovina clava là một loài nhện trong họ Linyphiidae. Chúng được Zhu & Wen miêu tả năm 1980 và được tìm thấy ở Trung Quốc, Triều Tiên, và Nga.